# دون تشاني
دون تشاني (بالإنجليزية: Don Chaney)‏ مواليد 22 مارس 1946 في باتون روج، هو لاعب كرة سلة أمريكي تحول إلى التدريب بعد الاعتزال بدأ مسيرته الاحترافية في سنة 1968 ويحمل الرقم 12 و42. يبلغ طوله 6 قدم 5 بوصة (2.0 م). اعتزل اللعب في 1980.

## فرق لعب لها
- بوسطن سيلتكس
- لوس أنجلوس ليكرز

## روابط خارجية
- دون تشاني على موقع إن بي أي (الإنجليزية)
- دون تشاني على موقع سبورتس رفرنس (الإنجليزية)
- دون تشاني على موقع كلية كرة السلة في سبورتس رفرنس.كوم (الإنجليزية)
- دون تشاني على موقع ريلجم (الإنجليزية)
- دون تشاني على موقع بروبوليرز (الإنجليزية)
- دون تشاني على موقع سبورتس رفرنس (الإنجليزية)
- دون تشاني على موقع قاعة لويزيانا للمشاهير الرياضية (الإنجليزية)